# دور (مجارستان)
دور (به مجاری:  Dör) یک شهرداری در مجارستان است که در ناحیه چورنا واقع شده‌است. دور ۱۱٫۰۱ کیلومتر مربع مساحت و ۶۲۸ نفر جمعیت دارد.